# Natação nos Jogos Paralímpicos de Verão de 2012 - 400 m livre feminino
As competições de 400 metros livre feminino da natação nos Jogos Paralímpicos de Verão de 2012 foram disputadas entre os dias 30 de agosto e 7 de setembro no Centro Aquático de Londres, na capital britânica. Participaram desse evento atletas de 7 classes diferentes de deficiência.

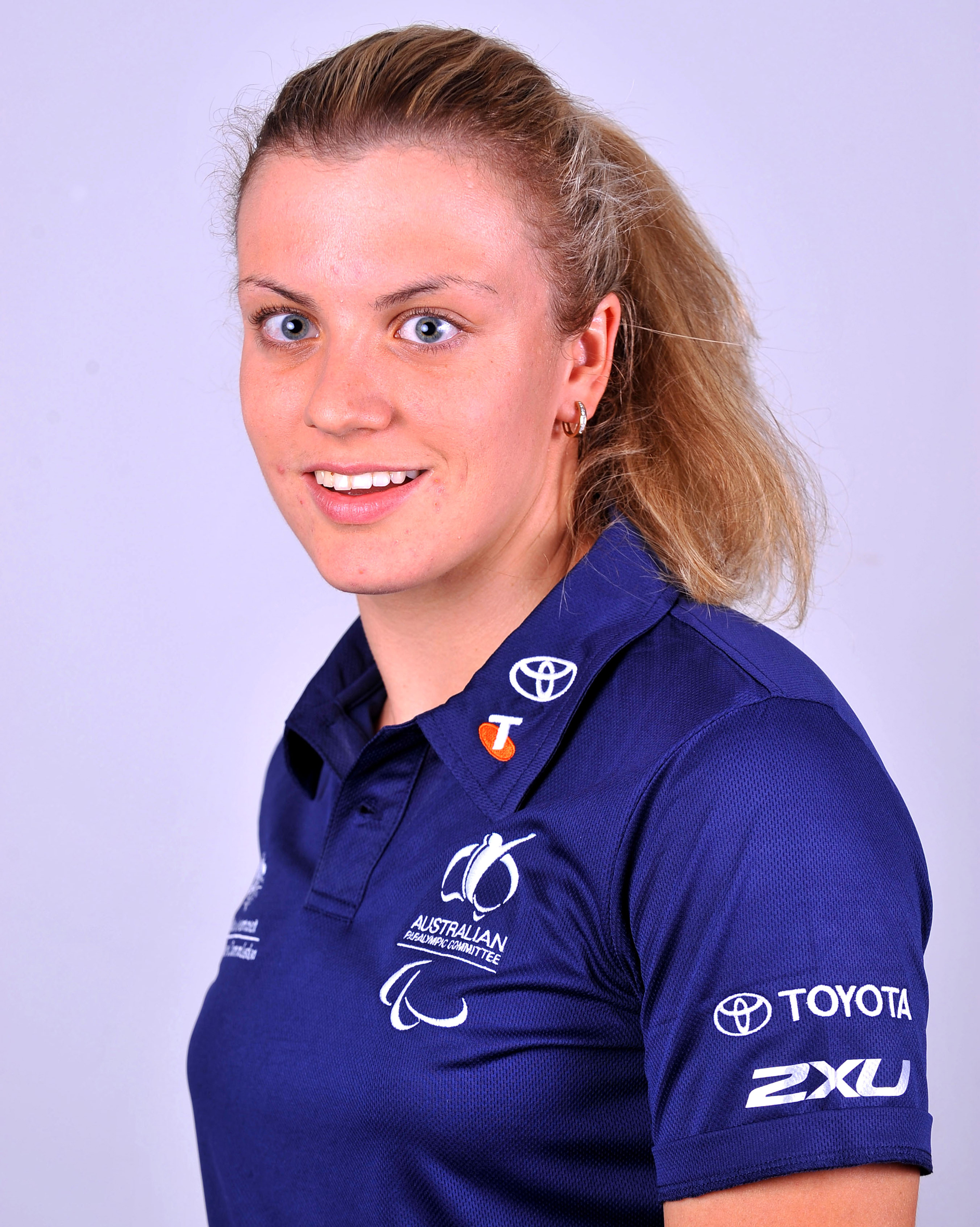
A australiana Jacqueline Freney conquistou a medalha de ouro nos 400 metros livres S7.

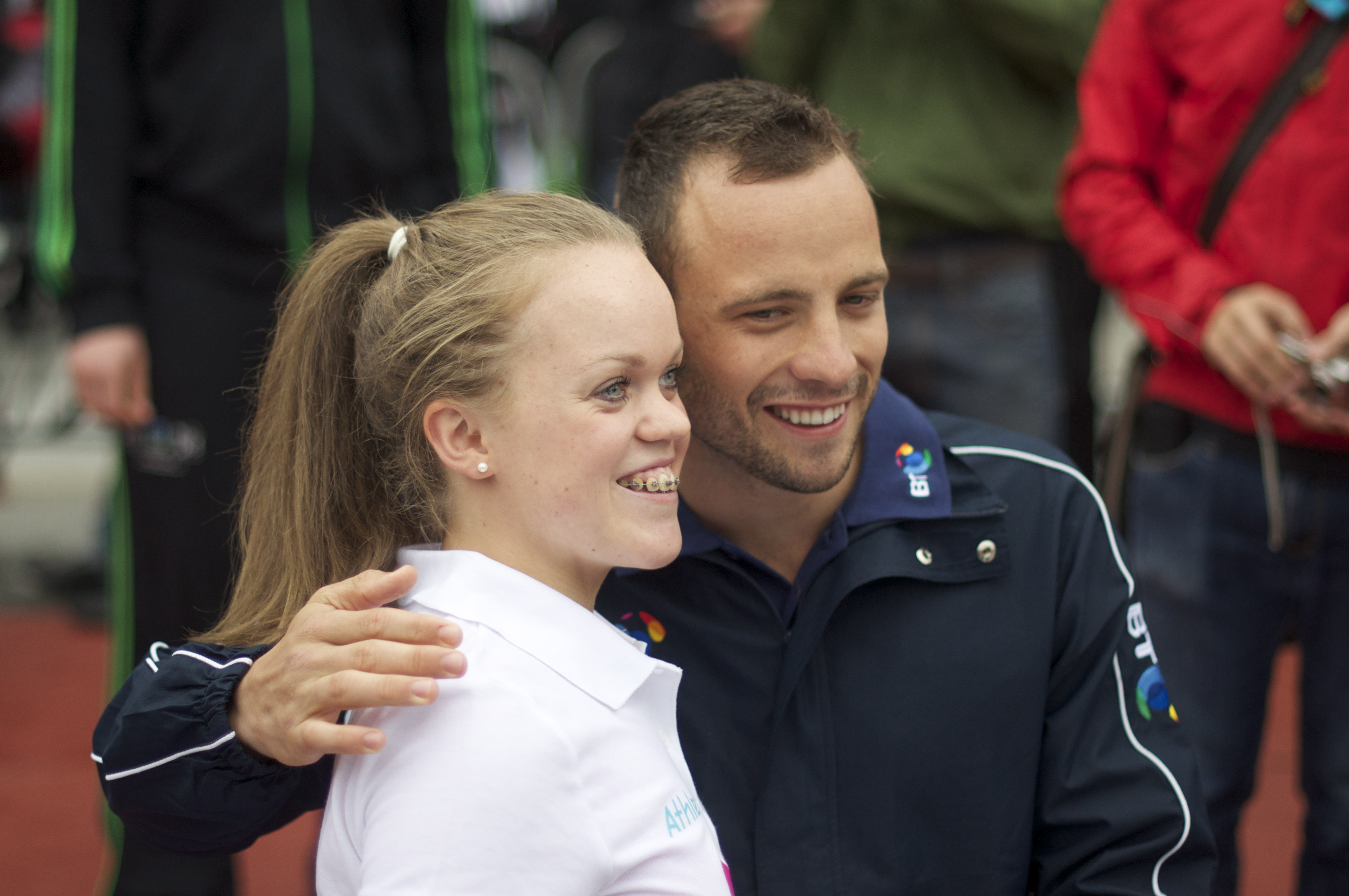
A britânica Eleanor Simmonds ficou com a medalha de ouro nos 200 metros livres S7.

## Medalhistas

### Classe S6
| Ouro   | GBR Eleanor Simmonds |
| Prata  | USA Victoria Arlen   |
| Bronze | CHN Song Lingling    |

### Classe S7
| Ouro   | AUS Jacqueline Freney |
| Prata  | USA Cortney Jordan    |
| Bronze | GBR Susannah Rodgers  |

### Classe S8
| Ouro   | USA Jessica Long        |
| Prata  | GBR Heather Frederiksen |
| Bronze | AUS Maddison Elliott    |

### Classe S9
| Ouro   | RSA Natalie du Toit    |
| Prata  | GBR Stephanie Millward |
| Bronze | AUS Ellie Cole         |

### Classe S10
| Ouro   | FRA Élodie Lorandi   |
| Prata  | CAN Aurélie Rivard   |
| Bronze | USA Susan Beth Scott |

### Classe S11
| Ouro   | GER Daniela Schulte   |
| Prata  | CAN Amber Thomas      |
| Bronze | ITA Cecilia Camellini |

### Classe S12
| Ouro   | RUS Oxana Savchenko |
| Prata  | GBR Hannah Russell  |
| Bronze | ESP Deborah Font    |

## S6

### Eliminatórias

#### Eliminatória 1
| Pos. | Raia | Atleta                   | Tempo   | Notas |
| ---- | ---- | ------------------------ | ------- | ----- |
| 1    | 4    | GBR Eleanor Simmonds     | 5:24.64 | Q     |
| 2    | 5    | CHN Song Lingling        | 5:44.68 | Q     |
| 3    | 3    | GBR Natalie Jones        | 6:03.95 | Q     |
| 4    | 2    | MEX Doramitzi González   | 6:14.32 | Q     |
| 5    | 6    | MEX Karina Domingo Bello | 6:23.41 |       |
| 6    | 7    | GER Tanja Groepper       | 6:24.56 |       |
| 7    | 1    | ESP Lorena Homar López   | 7:16.32 |       |

#### Eliminatória 2
| Pos. | Raia | Atleta                       | Tempo   | Notas |
| ---- | ---- | ---------------------------- | ------- | ----- |
| 1    | 4    | USA Victoria Arlen           | 5:25.19 | Q     |
| 2    | 5    | NED Mirjam de Koning-Peper   | 5:44.63 | Q     |
| 3    | 6    | ITA Emanuela Romano          | 5:46.69 | Q     |
| 4    | 3    | MEX Vianney Trejo Delgadillo | 5:47.07 | Q     |
| 5    | 2    | HUN Fanni Illés              | 6:21.11 |       |
| 6    | 1    | TUR Özlem Baykız             | 6:46.50 |       |
| 7    | 7    | RUS Anastasia Diodorova      | 6:49.35 |       |

### Final
| Pos.   | Raia | Atleta                       | Tempo   | Notas              |
| ------ | ---- | ---------------------------- | ------- | ------------------ |
| Ouro   | 4    | GBR Eleanor Simmonds         | 5:19.17 | Recorde mundial    |
| Prata  | 5    | USA Victoria Arlen           | 5:20.18 | Recorde da América |
| Bronze | 6    | CHN Song Lingling            | 5:33.73 | Recorde asiático   |
| 4      | 3    | NED Mirjam de Koning-Peper   | 5:38.06 |                    |
| 5      | 2    | ITA Emanuela Romano          | 5:44.36 |                    |
| 6      | 7    | MEX Vianney Trejo Delgadillo | 5:47.85 |                    |
| 7      | 1    | GBR Natalie Jones            | 6:02.02 |                    |
| 8      | 8    | MEX Doramitzi González       | 6:29.51 |                    |

## S7

### Eliminatórias

#### Eliminatória 1
| Pos. | Raia | Atleta               | Tempo   | Notas |
| ---- | ---- | -------------------- | ------- | ----- |
| 1    | 4    | GBR Susannah Rodgers | 5:22.08 | Q     |
| 2    | 5    | UKR Ani Palian       | 5:23.49 | Q     |
| 3    | 2    | CAN Brianna Nelson   | 5:46.00 | Q     |
| 4    | 6    | ISR Erel Halevi      | 5:48.43 |       |
| 5    | 3    | BRA Susana Ribeiro   | 5:58.64 |       |

#### Eliminatória 2
| Pos. | Raia | Atleta                             | Tempo   | Notas |
| ---- | ---- | ---------------------------------- | ------- | ----- |
| 1    | 4    | AUS Jacqueline Freney              | 5:01.04 | Q     |
| 2    | 5    | USA Cortney Jordan                 | 5:25.75 | Q     |
| 3    | 3    | NZL Rebecca Dubber                 | 5:27.79 | Q     |
| 4    | 2    | AUS Katrina Porter                 | 5:44.50 | Q     |
| 5    | 6    | GER Verena Schott                  | 5:46.04 | Q     |
| 6    | 7    | MEX Jessica Sarai Aviles Hernández | 6:05.13 |       |

### Final
| Pos.   | Raia | Atleta                | Tempo   | Notas           |
| ------ | ---- | --------------------- | ------- | --------------- |
| Ouro   | 4    | AUS Jacqueline Freney | 4:59.02 | Recorde mundial |
| Prata  | 6    | USA Cortney Jordan    | 5:18.55 |                 |
| Bronze | 5    | GBR Susannah Rodgers  | 5:18.93 | Recorde europeu |
| 4      | 3    | UKR Ani Palian        | 5:21.73 |                 |
| 5      | 2    | NZL Rebecca Dubber    | 5:30.05 |                 |
| 6      | 1    | CAN Brianna Nelson    | 5:40.64 |                 |
| 7      | 7    | AUS Katrina Porter    | 5:41.48 |                 |
| 8      | 8    | GER Verena Schott     | 5:42.26 |                 |

## S8

### Eliminatórias

#### Eliminatória 1
| Pos. | Raia | Atleta                  | Tempo   | Notas |
| ---- | ---- | ----------------------- | ------- | ----- |
| 1    | 4    | GBR Heather Frederiksen | 4:58.29 | Q     |
| 2    | 2    | AUS Maddison Elliott    | 5:13.34 | Q     |
| 3    | 3    | USA McKenzie Coan       | 5:17.94 | Q     |
| 4    | 6    | DEN Amalie Vinther      | 5:28.03 |       |
| 5    | 1    | CAN Camille Berube      | 5:39.14 |       |
| 6    | 7    | GBR Charlotte Henshaw   | 5:42.19 |       |
| 7    | 5    | GBR Emma Hollis         | 6:02.84 |       |

#### Eliminatória 2
| Pos. | Raia | Atleta              | Tempo   | Notas |
| ---- | ---- | ------------------- | ------- | ----- |
| 1    | 4    | USA Jessica Long    | 4:44.52 | Q     |
| 2    | 3    | CAN Morgan Bird     | 5:19.15 | Q     |
| 3    | 6    | GER Julia Kabus     | 5:19.20 | Q     |
| 4    | 2    | NED Romy Pansters   | 5:19.80 | Q     |
| 5    | 5    | USA Brickelle Bro   | 5:27.15 | Q     |
| 6    | 7    | NED Lisa den Braber | 5:34.18 |       |
| 7    | 1    | CAN Sarah Mailhot   | 5:54.67 |       |

### Final
| Pos.   | Raia | Atleta                  | Tempo   | Notas           |
| ------ | ---- | ----------------------- | ------- | --------------- |
| Ouro   | 4    | USA Jessica Long        | 4:42.28 | Recorde mundial |
| Prata  | 5    | GBR Heather Frederiksen | 5:00.50 |                 |
| Bronze | 3    | AUS Maddison Elliott    | 5:09.36 |                 |
| 4      | 2    | CAN Morgan Bird         | 5:18.35 |                 |
| 5      | 8    | USA Brickelle Bro       | 5:20.42 |                 |
| 6      | 6    | USA McKenzie Coan       | 5:20.57 |                 |
| 7      | 7    | GER Julia Kabus         | 5:21.46 |                 |
| 8      | 1    | NED Romy Pansters       | 5:30.71 |                 |

## S9

### Eliminatórias

#### Eliminatória 1
| Pos. | Raia | Atleta                 | Tempo   | Notas |
| ---- | ---- | ---------------------- | ------- | ----- |
| 1    | 4    | GBR Stephanie Millward | 4:46.00 | Q     |
| 2    | 6    | GBR Amy Marren         | 4:53.04 | Q     |
| 3    | 3    | USA Elizabeth Stone    | 4:53.05 | Q     |
| 4    | 5    | CHN Cai Yuqingyan      | 5:03.12 |       |
| 5    | 2    | CAN Katarina Roxon     | 5:17.03 |       |

#### Eliminatória 2
| Pos. | Raia | Atleta               | Tempo   | Notas |
| ---- | ---- | -------------------- | ------- | ----- |
| 1    | 4    | RSA Natalie du Toit  | 4:32.59 | Q     |
| 2    | 5    | AUS Ellie Cole       | 4:53.01 | Q     |
| 3    | 6    | GER Christiane Reppe | 4:55.44 | Q     |
| 4    | 2    | GBR Lauren Steadman  | 4:56.23 | Q     |
| 5    | 3    | RSA Emily Gray       | 5:00.44 | Q     |
| 6    | 7    | TRI Shanntol Ince    | 5:27.88 |       |

### Final
| Pos.   | Raia | Atleta                 | Tempo   | Notas              |
| ------ | ---- | ---------------------- | ------- | ------------------ |
| Ouro   | 4    | RSA Natalie du Toit    | 4:30.18 |                    |
| Prata  | 5    | GBR Stephanie Millward | 4:40.01 | Recorde europeu    |
| Bronze | 3    | AUS Ellie Cole         | 4:42.87 | Recorde da Oceania |
| 4      | 6    | GBR Amy Marren         | 4:50.79 |                    |
| 5      | 7    | GER Christiane Reppe   | 4:53.93 |                    |
| 6      | 1    | GBR Lauren Steadman    | 4:55.17 |                    |
| 7      | 8    | RSA Emily Gray         | 4:59.77 |                    |
| 8      | 2    | USA Elizabeth Stone    | 5:02.76 |                    |

## S10

### Eliminatórias

#### Eliminatória 1
| Pos. | Raia | Atleta               | Tempo   | Notas |
| ---- | ---- | -------------------- | ------- | ----- |
| 1    | 4    | FRA Élodie Lorandi   | 4:42.86 | Q     |
| 2    | 5    | CAN Aurélie Rivard   | 4:45.06 | Q     |
| 3    | 2    | AUS Katherine Downie | 4:57.28 | Q     |
| 4    | 6    | RSA Shireen Sapiro   | 4:59.54 | Q     |
| 5    | 3    | GBR Gemma Almond     | 5:07.43 |       |

#### Eliminatória 2
| Pos. | Raia | Atleta                      | Tempo   | Notas |
| ---- | ---- | --------------------------- | ------- | ----- |
| 1    | 4    | USA Susan Beth Scott        | 4:40.00 | Q     |
| 2    | 5    | POL Katarzyna Pawlik        | 4:43.45 | Q     |
| 3    | 3    | POL Oliwia Jablonska        | 4:51.67 | Q     |
| 4    | 6    | FRA Anaelle Roulet          | 4:57.85 | Q     |
| 5    | 2    | CAN Brianna Jennett-McNeill | 5:01.94 |       |
| 6    | 7    | NED Marije Oosterhuis       | 5:03.80 |       |

### Final
| Pos.   | Raia | Atleta               | Tempo   | Notas |
| ------ | ---- | -------------------- | ------- | ----- |
| Ouro   | 5    | FRA Élodie Lorandi   | 4:34.55 |       |
| Prata  | 6    | CAN Aurélie Rivard   | 4:36.46 |       |
| Bronze | 4    | USA Susan Beth Scott | 4:37.23 |       |
| 4      | 2    | POL Oliwia Jablonska | 4:41.65 |       |
| 5      | 3    | POL Katarzyna Pawlik | 4:45.50 |       |
| 6      | 7    | AUS Katherine Downie | 4:53.59 |       |
| 7      | 1    | FRA Anaelle Roulet   | 5:00.20 |       |
| 8      | 8    | RSA Shireen Sapiro   | 5:01.30 |       |

## S11

### Eliminatórias

#### Eliminatória 1
| Pos. | Raia | Atleta                  | Tempo   | Notas |
| ---- | ---- | ----------------------- | ------- | ----- |
| 1    | 4    | ITA Cecilia Camellini   | 5:25.70 | Q     |
| 2    | 5    | NZL Mary Fisher         | 5:32.31 | Q     |
| 3    | 3    | UKR Olga Iakibiuk       | 5:43.89 | Q     |
| 4    | 2    | JPN Rina Akiyama        | 6:21.58 |       |
| 5    | 6    | NZL Aine Kelly-Costello | 6:27.02 |       |

#### Eliminatória 2
| Pos. | Raia | Atleta              | Tempo   | Notas |
| ---- | ---- | ------------------- | ------- | ----- |
| 1    | 4    | GER Daniela Schulte | 5:11.32 | Q     |
| 2    | 5    | CAN Amber Thomas    | 5:14.42 | Q     |
| 3    | 3    | JPN Naomi Ikinaga   | 6:02.91 | Q     |
| 4    | 6    | SUI Chantal Cavin   | 6:05.55 | Q     |
| 5    | 2    | ARG Nadia Baez      | 6:19.35 | Q     |
| 6    | 7    | RUS Irina Lavrova2  | 7:01.18 |       |

### Final
| Pos.   | Raia | Atleta                | Tempo   | Notas              |
| ------ | ---- | --------------------- | ------- | ------------------ |
| Ouro   | 4    | GER Daniela Schulte   | 5:14.36 |                    |
| Prata  | 5    | CAN Amber Thomas      | 5:15.48 |                    |
| Bronze | 3    | ITA Cecilia Camellini | 5:20.27 |                    |
| 4      | 6    | NZL Mary Fisher       | 5:22.09 | Recorde da Oceania |
| 5      | 2    | UKR Olga Iakibiuk     | 5:48.02 |                    |
| 6      | 7    | JPN Naomi Ikinaga     | 5:53.20 | Recorde asiático   |
| 7      | 1    | SUI Chantal Cavin     | 6:11.29 |                    |
| 8      | 8    | ARG Nadia Baez        | 6:15.98 |                    |

## S12

### Eliminatórias

#### Eliminatória 1
| Pos. | Raia | Atleta             | Tempo   | Notas |
| ---- | ---- | ------------------ | ------- | ----- |
| 1    | 4    | GBR Hannah Russell | 4:41.25 | Q     |
| 2    | 3    | ESP Amaya Alonso   | 4:53.07 | Q     |
| 3    | 5    | RUS Anna Efimenko  | 4:57.33 | Q     |
| 4    | 2    | AZE Natali Pronina | 4:58.06 | Q     |
| 5    | 6    | BRA Raquel Viel    | 5:29.46 |       |
| 6    | 7    | CZE Nicole Fričová | 6:18.30 |       |

#### Eliminatória 2
| Pos. | Raia | Atleta                                 | Tempo   | Notas |
| ---- | ---- | -------------------------------------- | ------- | ----- |
| 1    | 4    | ESP Deborah Font                       | 4:46.72 | Q     |
| 2    | 6    | RUS Oxana Savchenko                    | 4:48.10 | Q     |
| 3    | 5    | GER Naomi Maike Schnittger             | 4:58.93 | Q     |
| 4    | 3    | UKR Yuliya Volkova                     | 5:06.66 | Q     |
| 5    | 7    | CZE Lenka Zahradníková                 | 5:44.43 |       |
| 6    | 2    | MEX Matilde Estefania Alcazar Figueroa | 5:49.15 |       |

### Final
| Pos.   | Raia | Atleta                     | Tempo   | Notas |
| ------ | ---- | -------------------------- | ------- | ----- |
| Ouro   | 3    | RUS Oxana Savchenko        | 4:37.89 |       |
| Prata  | 4    | GBR Hannah Russell         | 4:38.60 |       |
| Bronze | 5    | ESP Deborah Font           | 4:39.75 |       |
| 4      | 2    | RUS Anna Efimenko          | 4:51.29 |       |
| 5      | 7    | AZE Natali Pronina         | 4:53.40 |       |
| 6      | 6    | ESP Amaya Alonso           | 4:53.59 |       |
| 7      | 1    | GER Naomi Maike Schnittger | 4:56.38 |       |
| 8      | 8    | UKR Yuliya Volkova         | 5:00.18 |       |

Legenda
| Recorde mundial      | Recorde mundial (World record)               |                       | Recorde africano                      | Recorde africano (African) |                                           | Q | Classificado por posição (Qualified) |
| Recorde paralímpico  | Recorde paralímpico (Paralympic record)      | Recorde da América    | Recorde da América (Americas)         | q                          | Classificado por melhor tempo (Qualified) |   |                                      |
| Melhor marca do ano  | Melhor marca do ano (World leading)          | Recorde asiático      | Recorde asiático (Asian)              | DNS                        | Não largou (Did not start)                |   |                                      |
| Recorde nacional     | Recorde nacional (National record)           | Recorde europeu       | Recorde europeu (European)            | DNF                        | Não terminou (Did not finish)             |   |                                      |
| Recorde pessoal      | Recorde pessoal do atleta (Personal best)    | Recorde da Oceania    | Recorde da Oceania (Oceania)          | DSQ / DQ                   | Desclassificado (Disqualified)            |   |                                      |
| Recorde da temporada | Recorde da temporada do atleta (Season best) | Recorde sul-americano | Recorde sul-americano (South America) | NM                         | Sem marca (No mark)                       |   |                                      |